# Познанский говор

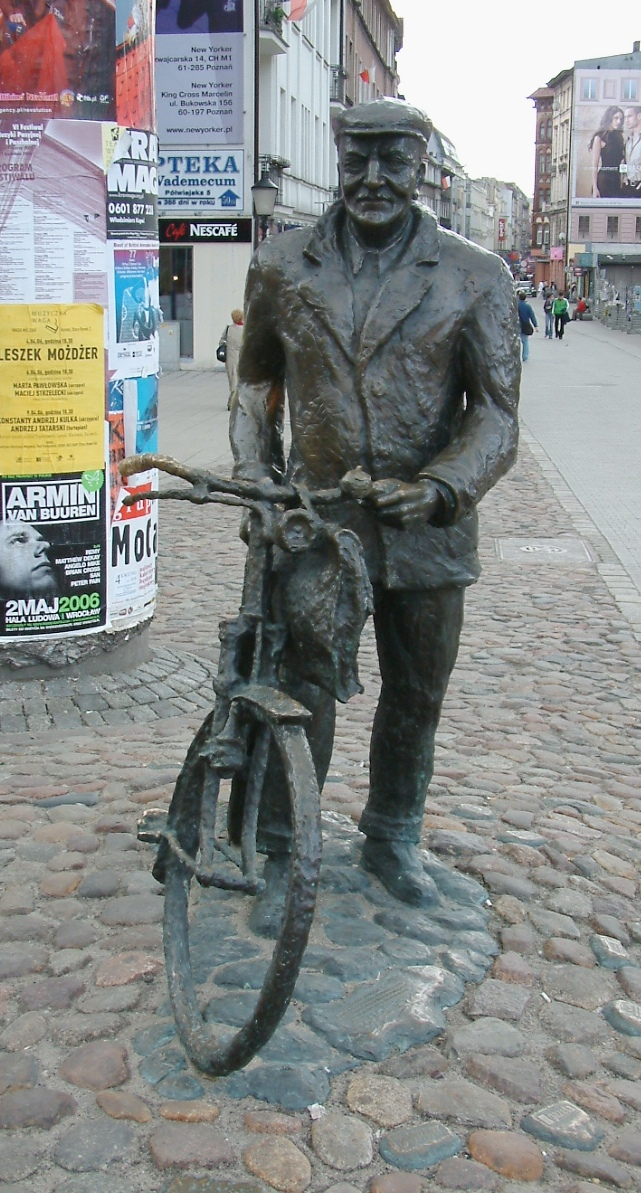
Памятник Старому Марыху в Познани на Пулвейская улица возле Площадь Весны народов в Познани

По́знаньский го́вор (также познанский диалект; пол. gwara poznańska) — один из городских говоров польского языка, распространённый среди части жителей Познани и Познанского региона. Сформировался в особых исторических условиях, оказавшись с конца XVIII века до начала XX века под сильным влиянием немецкого языка (в результате завоевания Познанского региона Прусским королевством) и с конца XIX века — под существенным влиянием местных великопольских говоров (в результате резкого роста численности бывших сельских жителей в Познани — в процессе расширения городских границ, смены немецкого населения польским в 1918—1921 годах и промышленного развития, требовавшего большого числа рабочих).
Диалектные особенности познанского говора включают германизмы (заимствования из немецкого языка), диалектизмы (прежде всего, великопольские) и архаизмы. Сходные с познанскими языковые черты, пришедшие из немецкого, встречаются также в речи жителей других городов бывшей Прусской Польши (в границах после 1815 года). Кроме того, познанский схож с быдгощским и другими городскими говорами, имеющими в основе говоры великопольского диалекта.
Несмотря на снижение числа носителей познанского говора, роль этого идиома в современной Познани возрастает. Он меняет своё значение от средства повседневного устного общения до символа региональной самобытности Познанского региона и всё чаще воспринимается как культурное наследие. Местные жители стараются сохранить городской говор, популяризируя его в радиопередачах, на страницах местных газет и книг, в современной музыке, на интернет-сайтах и в общественном пространстве. Познанский говор является объектом изучения диалектологов, большой вклад в исследование этого идиома внесла, в частности, М. Грухманова.
Наряду с познанским городским говором среди жителей Познани и Познанского региона распространён региональный вариант польского литературного языка, который характеризуется значительно меньшим числом региональных особенностей.

## История
Важнейшую роль в развитии особенностей познанского городского говора сыграли исторические события, происходившие в Познанском регионе последние два столетия. К ним относят прусскую (а затем германскую) власть над регионом в XIX — начале XX века, и пришедшиеся главным образом на XX век социально-демографические изменения в Познани, вызвавшие значительный рост населения города за счёт миграции поляков из сельской местности Великопольши.
Формирование познанского говора в XIX веке происходило в условиях относительного обособления Познани и Познанского региона от других польских городов и регионов в результате изменений политических границ. После второго раздела Речи Посполитой, произошедшего в 1793 году, Познань оказалась частью Прусского королевства (окончательно — с 1815 года). Помимо развития польского языка Познани в отрыве от развития польского остальных культурных центров Польши, на речь познаньцев сильное влияние оказывали немецкие язык и культура. В Познани селилось сравнительно большое число этнических немцев, в результате чего немецкий постепенно проникал в повседневное общение горожан разных национальностей, а после того, как немецкий ввели в Познанском регионе в качестве официального, он стал языком администрации, судопроизводства, школьного обучения и прочих сфер общественной жизни. Процесс германизации, проводившийся немецкими властями на землях поляков протекал с разной степенью интенсивности, но не прекращался до 1918 года. Познань с 1973 года стала столицей провинции Южная Пруссия, а с 1815 — столицей провинции Позен. Столичные функции требовали присутствия немецкой администрации и военного гарнизона, что способствовало расширению в Познани сферы использования немецкого языка. Усиление германизации началось с 1871 года, когда Пруссия стала частью Германской империи. С 1876 года на всей территории Пруссии единственным официальным языком признаётся только немецкий, он окончательно утверждается как язык администрации и судов. Польский язык всё реже используется в общественных местах. Из публичного пространства исчезают все вывески, надписи, названия улиц и населённых пунктов на польском языке. Запрещается школьное обучение на польском языке. Всё реже польский используется в экономической сфере. Безуспешными становятся попытки открыть в Познани польский университет. Начинается пропаганда превосходства немецкой культуры. В этих условиях знание немецкого языка среди поляков постепенно распространялось всё шире и шире. Польско-немецкое двуязычие стало обычным явлением в польской общине Познани во второй половине XIX — начале XX века. Несмотря на то, что уровень знания немецкого у познаньцев был разным, общаться хотя бы на бытовом уровне мог почти каждый. Попеременное использование двух языков в тех или иных коммуникативных ситуациях неизбежно привело к тому, что в польский познанский язык массово проникали германизмы. Это происходило даже в том случае, когда познаньцы сознательно стремились как можно меньше говорить по-немецки. По мнению ряда исследователей польского языка, под властью немцев на протяжении всего XIX века в речи жителей Познани возникла большая часть региональных отличий.
В дальнейшем вектор влияния на городской говор Познани стал меняться, всё более ощутимое воздействие на язык города стали создавать сельские говоры. Чем больше сельских жителей становились горожанами, тем больше в речь города проникало местных диалектизмов. Миграция в Познань из сёл началась уже в начале XIX век, но массовый характер приняла только к концу века. В основном переселялись сельские жители Великопольши, но отчасти в Познань переезжали также уроженцы Куявии, Мазовии, Подляшья, Сувалок И Поморья.
В период прусского правления Познань рассматривалась прежде всего как город-крепость, окружённый мощными укреплениями и потому до конца XIX века был ограничен линией городских стен. В начале XX века ситуация постепенно стала меняться, в черту города стали включать пригородные районы и окрестные сёла. В 1900 году городскими районами стали гмины Ежице, Лазаж, Гурчин, Вильда. В 1925 году в городскую черту были включены районы Дембец, Виняры, Нарамовице, а также расположенные на правом берегу Варты Глувна, Ратае и Мала Староленка. Вместе с предместьями в Познани оказались и его жители, говорившие на диалекте. Их речь в той или иной мере повлияла на язык коренных горожан. Этот процесс усилился в 1918—1921 годах, когда немцы стали массово покидать Познань. На их место прибывали не только жители окрестных, но и отдалённых сёл Великой Польши, ещё больше пополняя городской говор Познани диалектизмами. В дальнейшем в межвоенный период познанская речь всё также находилась под влиянием диалектов, поскольку в то время в экономике города преобладала скорее торговля и небольшие ремесленные предприятия, чем промышленность, и значительная часть занятых в этих отраслях были выходцами из небольших городков и сёл, носителями диалектной или полудиалектной речи.
Очередное немецкое влияние на городской говор Познани пришлось на годы Второй мировой войны, когда польский язык вытеснялся немецким из всех возможных сфер использования. Великая Польша, ранее входившая в состав Пруссии, рассматривалась новой германской властью как особый регион. Большая часть территория Великой Польши была включена в состав рейхсгау Вартеланд с чётко определённой целью её скорейшей германизации. В Познани были заменены названия улиц, а также все вывески и надписи, с польских на немецкие, были запрещены польские печатные издания, научные и культурные организации, уничтожены польские памятники. Было ликвидировано образование на польском языке. Недавние польские переселенцы депортировались из Познани, а на их место прибывали этнические немцы. В условиях доминирования немецкого языка заимствовались новые германизмы, а уже имевшиеся в познанском говоре германизмы XIX века закреплялись.
После Второй мировой войны социально-демографические условия в Познани вновь стали изменяться. Практически в течение десяти лет Познань стала одним из самых крупных индустриальных центров Польши. Это сопровождалось значительным ростом населения: с 268 тысяч в 1946 году до 434 тысяч в 1965 году. В немалой степени увеличение числа городских жителей происходило за счёт переселения устраивавшихся работать на промышленные предприятия поляков из небольших городков и сёл. Познань стала городом рабочих. Переселенцы быстро интегрировались в городское сообщество. По утверждению Я. Зёлковского районы города, включённые в Познань после 1900 года, продолжали сохранять некоторую обособленность в социокультурном плане и применительно к интеграционному процессу это означало, что переехавшие в город бывшие сельские жители лишь формально становились частью почти полумиллионной Познани, на самом деле вливаясь состав небольших местных сообществ отдельных городских районов. Послевоенные переселенцы перенимали у коренных познаньцев их образ жизни и языковые особенности, во многом близкие носителям великопольских говоров, и отчасти сохраняли некоторые из своих диалектных черт. Быстрой языковой интеграции способствовали при этом как некоторые общие признаки языка Познани и сёл Великопольши, так и «провинциальный» характер городских окраин Познани. Тем самым новые социально-демографические преобразования Познани закрепили в речи местного населения уже имевшиеся диалектизмы и привнесли новые, сформировав специфику современного городского говора.
В настоящее время познанский городской говор является объектом изучения польских языковедов. Данные о говоре собираются диалектологической рабочей группой Института филологии Университета имени Адама Мицкевича в Познани в виде письменных анкет и аудиозаписей, также публикуются исследования о тех или иных аспектах говора. Периодически проводятся научные конференции, организуемые рабочей группой, под названием «Język w regionie — region w języku». Говор постепенно растворяется в общепольском языке, сливаясь с его познанским региональным вариантом. Попытками сохранить говор в наше время являются популяризация его в радиопередачах, в печатной периодике, книгах, современных песнях, в интернет-пространстве.

## Характеристика
Языковые черты познанского говора, которые отражают его состояние на период конца XIX — начала XX века (характерные в том числе для письменной формы говора; отличные от польского литературного языка), включают большое число элементов фонетики, морфологии, синтаксиса и лексики.

### Фонетика
К фонетическим особенностям познанского говора относят:
- произношение o на месте старопольской суженной гласной а: kolejorz — литер. kolejarz «железнодорожник», chłopok — литер. chłopak «мальчик, парень»;
- произношение ó на месте характерной для литературного польского гласной o: cóś — литер. coś «что-то, что-нибудь», doktór — литер. doktor «доктор»;
- произношение в позиции начала слова на месте гласных o и ó, отмечаемых в литературном польском, дифтонгов типа u̯o, u̯e, u̯y: u̯oko — литер. oko «глаз», u̯yn — литер. on «он», mu̯ost — литер. most «мост»; такой тип произношения может вызывать сильные изменения фонетического облика слов, особенно в сочетании со смешением начальных /w/ и /v/: pu̯et stołym — литер. pod stołem «под столом»; u̯odejdź u̯obuzie u̯od u̯okna, bo cię u̯obleje bez łeb u̯odom u̯od u̯ogórków — литер. odejdź łobuzie od okna, bo ci obleję głowę wodą od ogórków «отойди, мерзавец, от окна или я вылью тебе на голову воду от огурцов»;

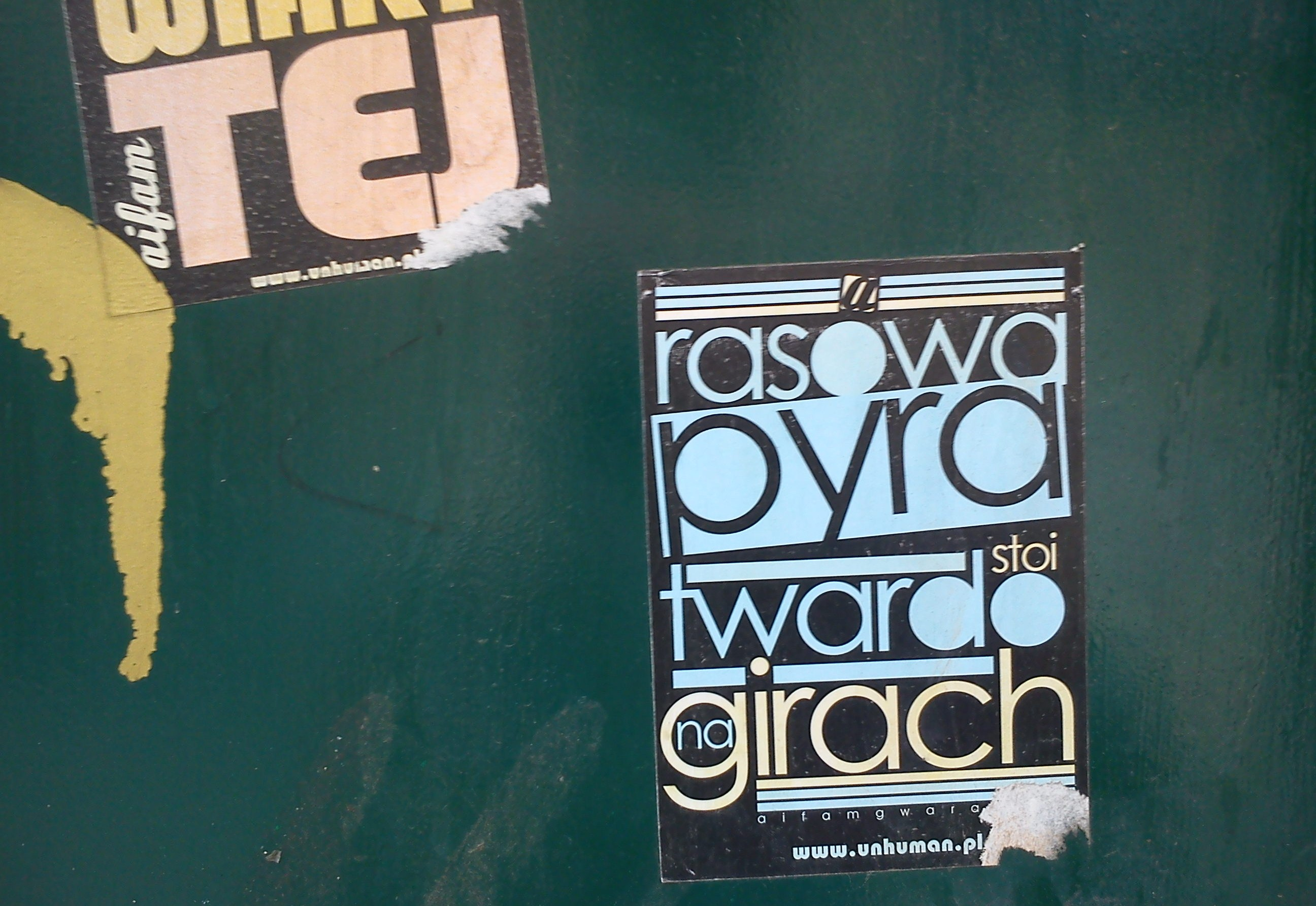
Примеры записи на познанском говоре на стикерах: wuchta wiary tej и rasowa pyra twardo stoi na girach

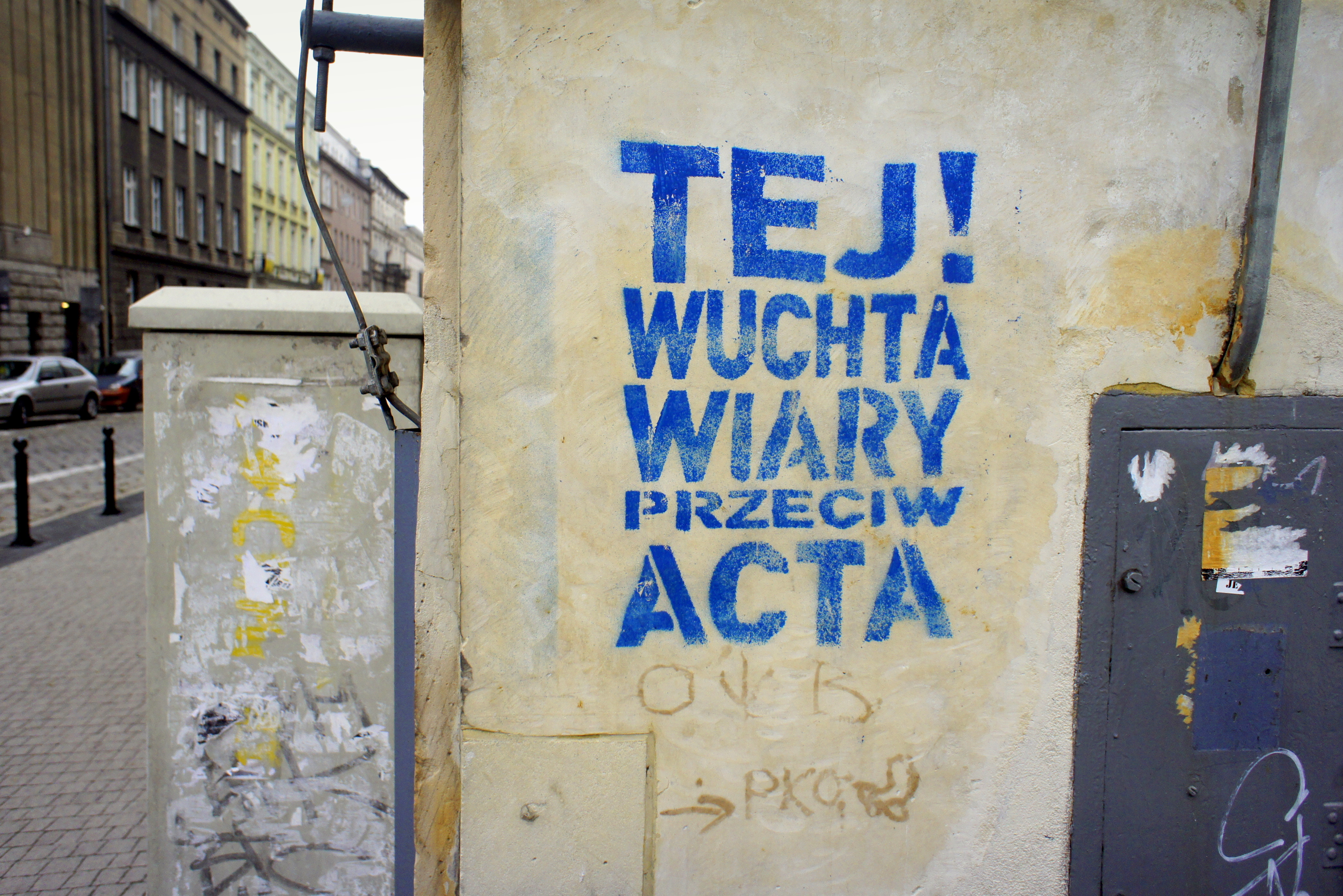
Протест против ACTA, написанный на стене на познанском говоре

- произношение y на месте гласной e польского литературного: mlyko — литер. mleko «молоко», chlyb — литер. chleb «хлеб»;
- произношение сочетаний гласных eu и ea под влиянием немецкого языка как oj и eja: Ojropa — литер. Europa «Европа», idejał — литер. ideał «идеал»;
- произношение сочетания ły на месте сочетаний литературного польского ło или łó: łyszko — литер. łóżko «кровать»;
- произношение -yj или -ij на месте окончания литературного польского -ej: gorzyj — литер. gorzej «хуже», lepij — литер. lepiej «лучше»;
- произношение ej на месте сочетания литературного польского aj: dej — литер. daj «дай», trzymej — литер. trzymaj «держи»;
- произношение oł на месте сочетания литературного польского eł: diaboł — литер. diabeł «дьявол, чёрт»;
- произношение u на месте сочетания литературного польского ół, uł или łu: na du — литер. na dół «вниз», dugi — литер. długi «длинный, долгий», suchej — литер. słuchaj «слушай»;
- произношение uł на месте сочетания литературного польского ił или ył: kupiuł — литер. kupił «(он) купил», buł — литер. był «(он) был»;
- наличие фонетической формы флексии -om на месте флексии -ą литературного польского: jakom — литер. jaką «какую, какой», pałkom — литер. pałką «палкой»;
- озвончающий тип межсловной фонетики (сандхи) — звонкое произношение конечных глухих согласных и сохранение звонкости конечных звонких согласных на стыке слов перед последующим начальным сонорным согласным или любым гласным: krug‿otfrunoł — литер. kruk‿odfrunął «ворон упорхнул», schyłeg‿nocy — литер. schyłek‿nocy «исход ночи», mozd‿Rocha — литер. most‿Rocha[пол.] «мост святого Роха»;
- звонкое произношение губно-зубной v в группах согласных типа tv, sv, противопоставляемое глухому варшавскому произношению: kwas [kvas] при варшавском [kfas] «кислота»;
- смягчение согласных в некоторых словах типа drzaźnić — литер. drażnić «раздражать, дразнить», dźwi — литер. drzwi «двери», śpilka —литер. szpilka «булавка»;
- разного рода фонетические переходы в сочетаниях согласных, имеющие единичный характер: krzest — литер. chrzest «крещение», ślizgi — литер. śliski «скользкий», letki — литер. lekki «лёгкий»;
- сравнительно часто встречаемые упрощения согласных, в первую очередь strz > szcz, trz > szcz, drż > dż: czy — литер. trzy «три», szczała — литер. strzała «стрела», baży — литер. bardziej «более, больше», poedział — литер. powiedział «сказал»;
- переход ń > j в некоторых словах типа gnieźniejski — литер. gnieźnieński «гнезненский»;
- произношение на месте s в заимствованиях согласной z под влиянием немецкого языка: senzacja — литер. sensacja «сенсация», uniwerzytet — литер. uniwersytet «университет»;
- повышение интонации («напев»), которое отмечается обычно в конце фразы с увеличением длительности последнего слога: do widzeniaa/ «до свидания»;

### Морфология
К морфологическим чертам познанского говора относят:
- употребление слова tej — звательной формы личного местоимения ty «ты», часто выступающей в конце фразы: Tej, co ty robisz? «Эй, ты, что делаешь?», Przestań to robić, tej «Перестань это делать, эй»;
- отличия в грамматическом роде в словах познанского говора от слов литературного польского: por — литер. pora «время, пора», zapałek — литер. zapałka «спичка», magla — magiel «гладильный каток»;
- особенности в склонении имён существительных:
  - наличие окончания -ą у некоторых имён существительных женского рода в форме винительного падежа единственного числа при польском литературном -ę: lekcją — литер. lekcję «урок»;
  - наличие форм имени существительного в именительном падеже множественного числа wesoła — литер. wesela «свадьбы» и в родительном падеже множественного числа tych wesół — литер. tych wesel «тех свадеб»;
  - наличие окончания -i у имён прилагательных в лично-мужской форме при польском литературном -y: dobzi — литер. dobrzy «хороший», dzici — литер. dzicy «дикий»;
  - распространение окончания -ów у имён существительных женского рода в форме родительного падежа множественного числа (в литературном польском окончание -ów отмечается у имён существительных только мужского рода): myszów — литер. myszy «мышей», wsiów — литер. wsi «сёл»;
  - распространение форм имён существительных, называющих некоторые области и страны, в родительном падеже с окончанием местного падежа -ech: do Prusiech — литер. do Prus «в Пруссию», z Węgrzech — литер. z Węgier «из Венгрии», do Włoszech — литер. do Włoch «в Италию»;
  - совпадение флексий имён существительных в форме творительного падежа множественного числа в -ami в случаях типа dzieciami — литер. dziećmi «детьми», ludziami — литер. ludźmi «людьми»;
  - наличие форм имени существительного мужского рода в дательном падеже единственного числа с окончанием -ewi при польском литературном -owi: wujewi — литер. wujowi «дяде»;

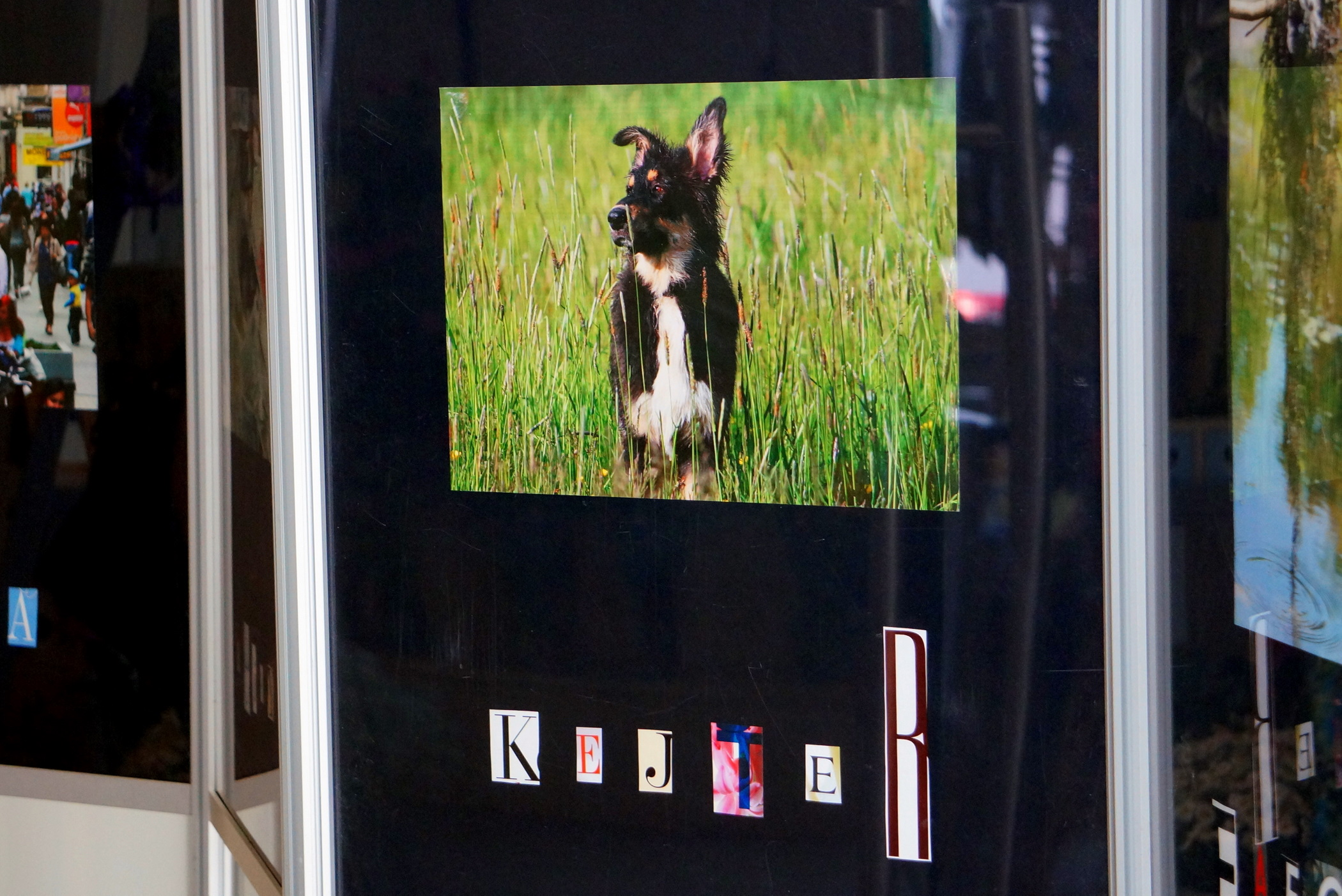
Плакат, на котором надпись выполнена по-познански: kejter — литер. pies «собака» (в городе Сьрем)

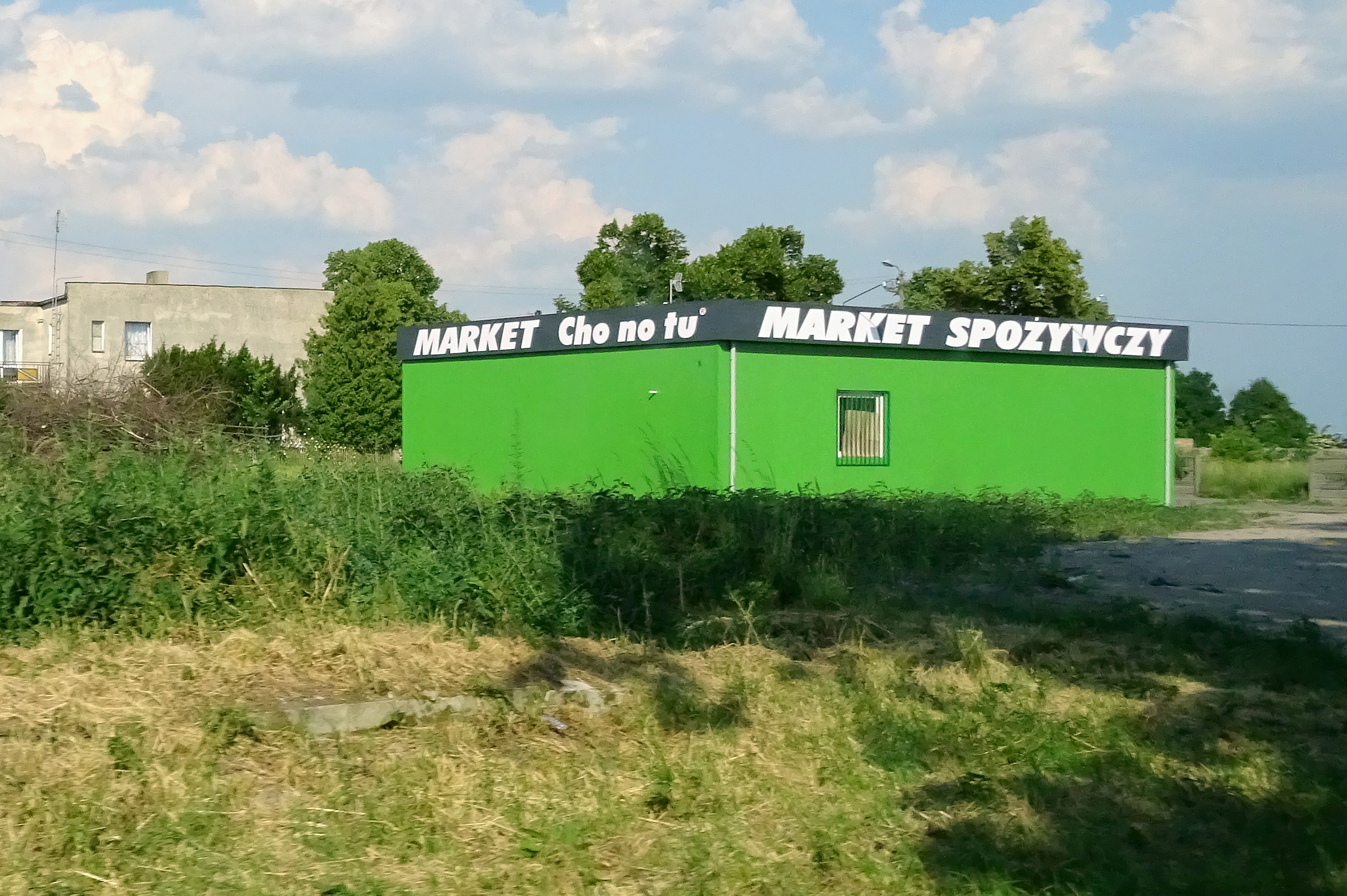
Торговая сеть с названием по-познански Cho no tu

- употребление некоторых местоимений, не соответствующих роду или числу согласуемого с ним слова: te słońce — литер. to słońce «то солнце»;
- особенности в спряжении глаголов:
  - наличие словообразовательных различий в некоторых инфинитивах: ućknąć — литер. uciec «убежать», stojeć — литер. stać «стоять»;
  - наличие особых личных форм в спряжении глаголов, например у глагола brać «брать» в настоящем времени: bierę — bieremy — bierą — литер. biorę «беру» — bierzemy «берём» — biorą «берут»;
  - распространение окончания -imy на месте польского литературного -iśmy в глаголах прошедшего времени в форме 1-го лица множественного числа типа widzielimy — литер. widzieliśmy «(мы) видели», bylimy — литер. byliśmy «(мы) были», mielimy — литер. mieliśmy «(мы) имели»;
  - распространение окончания -ym на месте польского литературного -em в глаголах прошедшего времени в форме 1-го лица единственного числа типа widziołym — литер. widziałem «(я) видел», byłym — литер. byłem «(я) был», miołym — литер. miałem «(я) имел»;
  - употребление глаголов прошедшего времени со вспомогательным элементом żem: (ja) żem widział — литер. widziałem «(я) видел», (ty) żeś widział — литер. widziałeś «(ты) видел», (ja) widziałżem — литер. widziałem «(я) видел», (ty) widziałżeś — литер. widziałeś «(ты) видел»;
  - распространение таких форм прошедшего времени, как szłem — литер. szedłem «(я) шёл», poszłem — литер. poszedłem «(я) пошёл»;
  - наличие особых форм страдательных причастий: ukradzone — литер. ukradzione «украденные», zamiecone — литер. zamiecione «заметённые»;
- наличие форм наречий типа skędy — литер. skąd «откуда»;
- удвоение некоторых предлогов: zez domu — литер. z domu «из дома», wew domu — литер. w domu «в доме»;
- распространение уменьшительных суффиксов -ik, -yszek: wózik — литер. wózek «тележка», kamyszek — литер. kamyczek «камешек»;

### Синтаксис
В число синтаксических особенностей познанского говора включают образование конструкций под влиянием немецкого языка типа on jest 20 lat stary (с нем. er ist 20 Jahre alt) — литер. on ma 20 lat «ему 20 лет», to mi się dobrze/źle podoba (с нем. das gefällt mir gut/schlecht) — литер. to mi się podoba / nie podoba «это мне нравится / не нравится». Распространение порядка слов в предложении под воздействием немецкого языка, редкое в современном говоре: maszyna do chleba krajania — литер. maszyna do krojenia chleba «хлеборезка», to jest, ale źle (с нем. das ist aber schlecht) «это плохо».
Завершение высказываний, в том числе и утвердительных, частицей nie «не, нет», нехарактерное для литературного языка (широко распространилось в познанском говоре после Второй мировой войны), например, в высказывании Ładna jest ta dziewczyna, nie? «Красивая та девушка» нет ни вопроса, ни отрицания.

### Лексика
Лексические особенности познанского говора имеют различное происхождение. К основным типам формирования этих особенностей относят сохранение архаизмов в результате обособления Познанского региона от других польских регионов после разделов Польши; сильное влияние немецкого языка на территории Прусской Польши, в которой оказался Познанский регион (лексические германизмы); проникновение в городскую речь народной лексики, прежде всего из великопольских говоров, сопровождавшее переселение крестьян в города (лексические диалектизмы); формирование собственной лексики в социокультурных условиях города, типичное для городского диалекта. Среди характерных для познанского говора слов, включающих архаизмы, германизмы, диалектизмы и городскую лексику, наиболее важное значение имеют диалектизмы (отнесение того или иного слова к указанным лексическим группам не всегда является однозначным, поскольку архаизмы или германизмы могут, например, также включаться в великопольскую диалектную лексику).
Схожие условия формирования лексики объединяют познанский с другими городскими говорами. Многие типичные для познанского говора слова, сложившиеся в период вхождения Познани в Прусскую Польшу, встречаются и в других польских говорах региона, оказавшегося под влиянием немецкого языка. Ряд познанских слов, отчасти схожие со словами мазовецкого диалекта, имеют севернопольский характер и известны во многих городах Северной Польши. Ряд слов имеют западнопольский характер. Отмечаются также некоторые лексические связи с территорией Малой Польши.

#### Диалектизмы
Диалектизмы в познанском говоре (около 40 % типично познанского, отличающегося от общепольского, словарного состава) проникли из собственно великопольских говоров. Вместе с тем часть познанской лексики имеет параллели также и в соседних с великопольскими говорах — в куявских, крайняцких и некоторых других (в основном включаемых в большую группу говоров великопольского диалекта). При этом лексика, взятая из великопольских говоров, считается узкотерриториальной, а лексика, встречающаяся в говорах других диалектов, помимо великопольского, считается широкотерриториальной.
В число слов узкотерриториальной лексики (под которыми понимают слова, проникшие из собственно великопольских говоров) включают: bręczeć — литер. narzekać, marudzić, zrzędzić «жаловаться, сетовать, ворчать»; bździągwa— литер. niemiła kobieta «неприятная женщина»; churchlać — литер. kaszleć, pochrząkiwać «кашлять, покашливать»; cyrać литер. cucić, ożywiać, budzić «приводить в чувство, оживлять, будить»; klejdry — литер. plotki «сплетни, слухи»; knajder — литер. niski mężczyzna, mały chłopiec «мужчина низкого роста, маленький мальчик»; koperytko — литер. fikołek, przewrotka «кувырок»; labija — литер. zabawa, impreza «игра, развлечение, мероприятие»; leloszek — литер. dziecko lubiące się przytulać, potrzebujące czułości «ребёнок, любящий нежности»; obrzym — литер. olbrzym «великан»; pana — литер. przebita dętka, przedziurawiona opona «пробитая камера, покрышка»; ogigiel — литер. człowiek bardzo chudy «очень худой человек», во множественном числе чаще всего ogigle — литер. bezlistne łodygi «стебли без листьев»; opękać — литер. przetrwać, obyć się bez czegoś «пережить, продержаться, обойтись без чего-либо»; petronelka — литер. biedronka «божья коровка»; ryfa — литер. niesympatyczny wyraz twarzy, krzywa mina, twarz «некрасивое выражение лица, лицо»; rzęchy — литер. szmaty, stara, zniszczona odzież «тряпки, старая, изношенная одежда»; szczapić — литер. schwytać, złapać, dostać w swoje ręce «схватить, поймать, взять руками»; szkieber — литер. Niemiec «немец»; szudrać się — литер. drapać się «чесаться, царапаться»; szuszwol — литер. brudas, obdartus, człowiek niezadbany «неряха, оборванец, неопрятный человек»; szwagrocha — литер. szwagier «шурин, свояк, деверь, зять (муж сестры)»; ukrychnąć — литер. uciąć, rozdrobnić «отрезать, отсечь, раздробить»; unorać — литер. ubrudzić «выпачкать»; wknaić się — литер. wcisnąć się «втиснуться»; wyćpić/wyćpnąć — литер. wyrzucić/wyrzucić «выбросить, выбрасывать»; wypiglać się — литер. wydobrzeć, dojść do siebie «поправиться, прийти в себя»; zgrupić się — литер. pozlepiać się w grudki «слепиться в комок», ściąć się (na przykład o krwi) «сгуститься, свернуться» (например, о крови), żgak — литер. kolec, drzazga, zadra «колючка, шип, заноза». Помимо слов, характерных только для великопольских говоров в узком смысле, в познанском говоре имеются слова, известные также в куявских и крайняцких говорах: chabas — литер. mięso «мясо», fleja — литер. flejtuch «неряха», głabnąć — литер. chwycić, brać coś łapczywie «хватать, брать что-либо с жадностью»; przesmradzać — литер. wybrzydzać «придраться»; rupotać — литер. szurać, mieć stosunek płciowy «передвигать, иметь связь, сожительствовать»; zgęziały — литер. zmarznięty «мёрзлый, замёрзший».
Ряд познанских слов встречаются также в говорах Поморья и соседних с ним регионов: bachandryje — литер. kłótnie, awantury «ссоры, скандалы»; boba — литер. czapka «шапка»; brawęda — литер. maruda, zrzęda «медлительный, нудный человек, ворчун»; chaps — литер. kęs «кусок»; kramować — литер. flirtować «флиртовать»; lujnąć — литер. gwałtownie zacząć padać, lunąć (o deszczu), uderzyć «бурно начаться, хлынуть» (о дожде); «ударить»; luntrus — литер. łobuz, chuligan «мерзавец, хулиган»; miągwa — литер. osoba wrażliwa, płaczliwa «плаксивый, жалобный, чувствительный, впечатлительный человек»; muk — литер. człowiek posępny, ponurak, mruk «мрачный, угрюмый человек, нелюдим, молчун»; statory — литер. naczynia kuchenne «кухонная посуда»; wąsiona — литер. gąsienica «гусеница», westfalka — литер. przenośny metalowy piec kuchenny na węgiel, z piekarnikiem «переносная металлическая кухонная плита на углях с духовкой». К общей лексике со словами из говоров Силезии относят: biber — литер. kapelusz «шляпа», giglać — литер. łaskotać «щекотать»; kalafa — литер. usta, twarz, nos «рот, лицо, нос»; klekoty — литер. plotki, plotkowanie «сплетни, распространение сплетен»; knajtek — литер. литер. niski mężczyzna, mały chłopiec «мужчина низкого роста, маленький мальчик»; land — литер. wieś, prowincja «деревня, провинция, периферия»; modre — литер. ultramaryna «синька для белья»; przepękać — литер. przetrwać, obyć się bez czegoś «пережить, продержаться, обойтись без чего-либо»; smary — литер. lanie, bura «трёпка, взбучка, нагоняй»; tuleja — литер. niezdara «неловкий, неуклюжий человек». С говорами Малой Польши познанский говор объединяют слова: angryst — литер. agrest «крыжовник»; bojączka — литер. tchórz «трус»; glajda — литер. błoto, deszczowa pogoda, plucha, niechlujna dziewczyna «грязь, болото, дождливая погода, слякоть, неряшливая девушка»; hycać — литер. skakać «скакать, прыгать»; makiełki — литер. tradycyjna potrawa wigilijna «традиционное рождественское праздничное блюдо»; nadrach — литер. obdartus, łazęga, łobuz «оборванец, броядга, хулиган»; nicpoty — литер. nieznośny, niegrzeczny «несносный, грубый, непослушный»; obachutać — литер. grubo, ciepło ubrać «излишне тепло одеть, укутать»; papcie — литер. obuwie domowe, kapcie, każde obuwie «домашняя обувь, тапочки, любая обувь»; puczyć się — литер. szczycić się, puszyć się «гордиться, чваниться»; purtać — литер. puszczać gazy, pierdzieć «пускать газы»; ryska — литер. szorstka ścianka pudełka zapałek, o którą pociera się zapałkę, draska «шероховатая сторона (намазка, тёрка) спичечной коробки, по которой проводят спичкой». Ряд слов является общим со словами из говоров Мазовии и в какой-то мере из говоров Сувалкии и Подляшья: chorobny — литер. przeklęty «проклятый»; chrympać — литер. strzępić, ciąć tępym nożem «обтрёпывать, резать тупым ножом»; odtrzasnąć się — литер. ubrać się elegancko «изысканно, нарядно одеться»; przebrać — литер. nadwerężyć; zwichnąć «повредить, вывихнуть»; szmaja — литер. człowiek leworęczny, mańkut «левша»; taradeja — литер. samochód, stary lub uszkodzony pojazd «машина, старое или неисправное транспортное средство». Для большинства польских говоров, включая познанский, характерны такие слова, как czępać/cząpać — литер. kucać «приседать, садиться на корточки»; ćmok — литер. tępak, ponurak «тупица, угрюмый человек»; chichrać się — литер. śmiać się «смеяться»; glapa — литер. kruk, gawron, wrona «ворон, грач, ворона»; leżanka — литер. kozetka, wąski tapczan «кушетка, узкая тахта»; nyny — литер. spanie «сон»; ohajtnąć się — литер. ożenić się, wyjść za mąż «жениться, выйти замуж»; paradzić się — литер. pysznić, chwalić się «кичиться, хвалиться, хвастаться»; psiona — литер. gorszy owoc albo grzyb, nadpsuty, nienadający się do jedzenia «испорченный, некачественный плод или гриб, непригодный для еды»; tabula — литер. tablica szkolna «школьная доска».

#### Архаизмы
Вторую по значению (около 30 % словарного состава) группу слов в познанском говоре составляют архаизмы, лексические (форма и значение которых утратились в общепольском языке, включая заимствования) и семантические (форма которых сохранилась в общепольском языке, но значение которых поменялось). Среди лексических архаизмов отмечаются: deczka — литер. kołderka, kocyk «одеяльце» и deka — литер. koc, pled «одеяло, плед»; grajcarek — литер. korkociąg «штопор»; jaczka — литер. bluza «блуза»; jadaczka — литер. gęba «рот» (разговорное); kabatek — литер. rodzaj kobiecej bluzki «тип женской блузки»; kejter — литер. pies «собака, пёс»; knyp — литер. nóż «нож»; korbol — литер. dynia, duży brzuch «тыква, большой живот»; kopystka — литер. drewniana łyżka, łopatka «деревянная ложка, лопатка»; macoszka — литер. bratek «анютины глазки»; mączkować — литер. krochmalić «крахмалить»; mrzygłód — литер. ktoś wychudzony, niejadek «кто-либо исхудавший», «с плохим аппетитом» (о детях); nieusłuchany — литер. nieposłuszny «непослушный»; skopowina — литер. baranina «баранина»; szablak — литер. fasola «фасоль»; szpotawy — литер. krzywy, kulawy «хромой»; sztyftować się — литер. stroić się przesadnie «излишне нарядно одеваться»; tąpać — литер. pukać, uderzać «стучать, ударять»; westka — литер. kamizelka «жилет»; węborek — литер. wiadro «ведро»; womitować — литер. wymiotować «рвать» (о рвоте). К семантическим архаизмам в познанском говоре относятся: ból в значении rana «рана», wrzód «нарыв, язва» (в литер. ból «боль»); gapa в значении wrona «ворона» (в литер. gapa «разиня, растяпа»); góra в значении strych «чердак» (в литер. góra «гора, верх»); haczyk в значении pogrzebacz «кочерга» (в литер. haczyk «крючок»); mączka в значении krochmal «крахмал» (в литер. mączka «мука»); miałki в значении płytki «мелкий, неглубокий» (в литер. miałki «мелкий, порошкообразный, крошеный»); sklep в значении piwnica «погреб, подвал» (в литер. sklep «магазин»); skład в значении sklep «магазин» (в литер. skład «склад»); trafić в значении spotkać «встретить» (в литер. trafić «попасть»); wykład в значении wydatek «расход, издержка» (в литер. wykład «лекция»).

#### Германизмы
Германизмы составляют около 30 % словарного состава познанского говора. Помимо многочисленных заимствованных слов из немецкого языка в число германизмов входят словообразовательные, фразеологические и семантические кальки (дословные переводы с немецкого). Заимствованный массив слов из немецкого включает лексемы, форма которых принята в познанский говор вместе со значением: ajnfach — литер. nieskomplikowany, prosty, łatwy «несложный, простой, лёгкий»; ajntop(f) — литер. jednogarnkowe danie, gęsta zupa (с нем. Eintopf) «обед из одного блюда, заменяющее и первое и второе, густой суп»; bachać się — литер. kąpać się «купаться»; badejki (с нем. Badehose) — литер. kąpielówki «купальные плавки»; bauer — литер. gospodarz, zwłaszcza zamożny «хозяин», чаще всего «зажиточный хозяин»; blubrać — литер. gadać, ględzić «болтать, говорить»; bryle (с нем. Brille) — литер. okulary «очки»; dracheta — литер. latawiec, wysoka, chuda dziewczyna, kapelusz z dużym rondem «бумажный змей», «высокая, худая девушка», «широкополая шляпа»; durch — литер. ciągle, całkiem, na wylot «постоянно, вполне, совсем, навылет»; dyngs (с нем. Dings) — литер. przedmiot o nazwie, której mówiący nie potrafi określić, to jak mu tam «предмет, название которого говорящий не может определить», «это, как его там», «штуковина»; eka — литер. narożnik, kąt, banda «угол, банда, копания»; frechowny — литер. zarozumiały, bezczelny «зазнавшийся, самоуверенный, наглый»; fyrtel (с нем. das Viertel) — литер. część miasta, rewir «часть города, район, участок»; glaca (с нем. die Glatze) — литер. łysa głowa, łysina «лысая голова, лысина»; kipa (с нем. Kippe) — литер. pet, niedopałek papierosa «бычок, окурок, недокуренная сигарета»; kista (с нем. Kiste) — литер. skrzynia «ящик, коробка»; laczki — литер. domowe kapcie «домашние туфли, шлёпанцы, тапочки»; lajsnąć sobie (с нем. sich etwas leisten) — литер. kupić sobie, sprawić sobie (najczęściej coś do ubrania) «купить себе, приобрести себе» (чаще всего что-либо из одежды); lofer (с нем. Läufer) — литер. włóczykij, powsinoga, łazęga «бродяга»; lumpy — литер. odzież, ubranie, ciuchy «одежда», «барахло, тряпьё»; pana (с нем. Panne, Reifenpanne haben) — литер. przebita dętka, przedziurawiona opona «пробитая камера, покрышка»; plindz/plendz — литер. placki ziemniaczane «картофельные оладьи»; przyzolić — литер. uderzyć «ударить»; racha (с нем. Rache) — литер. złość, gniew «злость, гнев»; rajzefiber (с нем. Reisefieber) — литер. podekscytowanie przed podróżą «волнение перед дорогой»; redyska (с нем. Radieschen) — литер. rzodkiewka «редис»; rodle — литер. sanki «санки»; rojber (с нем. Räuber) — литер. nicpoń, łobuz «негодяй, мошенник, мерзавец»; rozkwirlać — литер. rozkłócić, rozmieszać, rozbełtać «разболтать, размешать»; sosyska — литер. mała parówka «небольшая сосиска»; sportka/szportka (с нем. Sportwagen) wózek dziecięcy spacerowy «прогулочная детская коляска»; szneka (с нем. Schnecke) — литер. drożdżówka «пирожное из дрожжевого теста»; sznupa (с нем. Schnute) — литер. buzia, pyszczek «мордочка»; sznytloch — литер. szczypiorek «зелёный лук»; sztender (с нем. Ständer) — литер. stojak, wieszak «стойка, вешалка»; sztrykować (с нем. stricken) — литер. robić na drutach «заниматься вязанием»; szwaja — литер. noga «нога»; szwamka (с нем. Schwamm) — литер. gąbka «губка» (для мытья); tonkać — литер. moczyć «мочить, смачивать»; zicherhajtka — литер. agrafka «английская булавка». Словообразовательные кальки, созданные буквальным переводом с сохранением немецкой словообразовательной структуры (с заменой немецких морфем польскими), включают слова типа obkład — литер. ser, wędlina itp. na kanapce, okład, kompres «сыр, колбаса и прочая начинка на бутерброде», «компресс»; odkluczyć (с нем. aufschliessen) — литер. otworzyć zamek «открыть замок»; przepisać się — литер. zmienić przynależność «сменить принадлежность»; szkolnica (с нем. Schülerin) — литер. uczennica «ученица, школьница»; tudotąd — литер. tu «здесь, тут»; zakluczyć (с нем. zuschließen) — литер. zamknąć na klucz «запереть на ключ». Фразеологические кальки, созданные буквальным переводом (в том числе и частичным) немецких фразеологизмов, на польский, включают выражения типа być na fleku — литер. być w pełni sił, dobrze się trzymać «быть полным сил, хорошо держаться»; dostać kupić — литер. móc kupić «иметь возможность купить»; mieć ambę — литер. mieć głupie pomysły «иметь глупые мысли, идеи»; mieć sztycha — литер. być nadpsutym (o mięsie) «быть подгнившим» (о мясе); przyjść komuś głupio, przygadać, dociąć komuś, robić komuś hałas — литер. robić komuś awanturę «устроить кому-либо скандал»; spuścić się na kogoś — литер. polegać na kimś «полагаться, рассчитывать на кого-либо». Семантические кальки, созданные на основе польских слов, которые получили новое значение под влиянием немецкого, включают слова: kij в значении piętro «этаж» (в литер. kij «палка, трость, кий»), pojedynczy (с нем. einfach) в значении prosty, zwyczajny «простой, прямой, обыкновенный» (в литер. pojedynczy «отдельный, единичный»), przypominać się в значении odbijać się po jedzeniu «отрыгивать после еды» (в литер. przypominać się «припоминаться»), skrzydło в значении fortepian «рояль, фортепьяно» (в литер. skrzydło «крыло»).

#### Городская лексика
Типично городская лексика, представленная неологизмами, образует сравнительно небольшую часть словарного состава познанского говора: bimba — литер. tramwaj «трамвай»; deska— литер. długi blok mieszkalny «длинный жилой корпус»; pestka— литер. Poznański Szybki Tramwaj «Познанский скоростной трамвай»; okrąglak— литер. w odniesieniu do domu towarowego o okrągłym kształcie «торговый центр круглой формы».

## Сферы использования
По словам М. Виташек-Самборской городской говор является сегодня заметной частью культурного пространства в Познани. Многие жители города заявляют о положительном отношении к нему, даже гордятся им, понимая его исторический и культурообразующий характер. Отмечается также, что степень сохранности традиционной культуры в западной Великопольше выше, чем в других регионах страны, жители Великопольши и в частности Познани не стыдятся своего происхождения, своих культурных особенностей и своего диалекта.

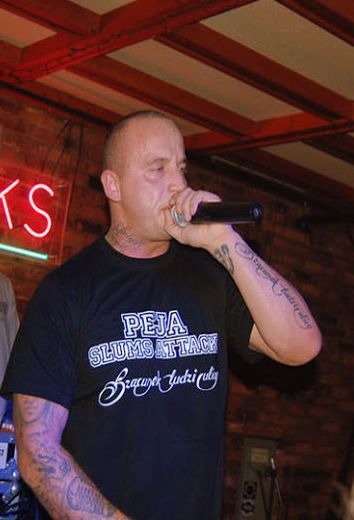
Польский рэпер Peja (2013)

Познанский говор популяризировали в радиопередачах из цикла:
- «Wuja Ceśku opowiada» — транслировался по познанской станции[пол.] Польского радио в 1960-х годах (был подготовлен и озвучен С. Стругареком[пол.]; некоторые диалоги из этих радиопостановок были изданы в 1977 году в книге с одноимённым названием;
- «Blubry Starego Marycha» — транслировался по познанской станции Польского радио с 1983 года (автором текстов Старого Марыха и его жены Фронцки был Ю. Кубель[пол.]; исполняя роль Старого Марыха, текст читал М. Погаш[пол.]; впоследствии вымышленный персонаж приобрёл настолько большую популярность, что превратился в один из символов Познани — 21 марта 2001 года на познанской площади Весны народов[пол.] был установлен памятник Старому Марыху, в чертах которого узнаётся актёр М. Погаш).

Познанский дом культуры Jubilat с 1980-х годов организует ежегодный любительский конкурс Godejcie po naszymu, в котором успешно выступают даже школьники старших классов. На познанском говоре издаётся литература. В 2016 году Ю. Кубель перевёл на говор сказку «Маленький принц» с заглавием Książę Szaranek (szaranek — литер. dziecko, mały chłopiec «ребёнок, юноша»), а в 2019 году перевёл на познанский сказку о Винни-Пухе под названием Misiu Szpeniołek (szpeniołek от szpeniol — литер. ważniak, zarozumialec «зазнайка»). Кроме того, известный автор блога о познанском говоре М. Шиманьский издал в 2015 году сборник диалектно обработанных известных стихов W antrejce na ryczce, а в 2016 году — книгу Blubry z Wujem Czechem, czyli o gwarze poznańskiej po swarzędzku. Конкурсы и викторины на знание говора проводятся, в частности, в цифровом издании газеты Głos Wielkopolski. Рецепты блюд региональной кухни с использованием местных слов («обеды от бабушки Моники») печатались в издании Express Poznański.
Познанский музыкант Peja (Р. Анджеевский), исполняющий песни в стиле рэп, в своих текстах использует слова из познанского говора, в частности, слово winkiel — литер. kąt, narożnik, róg ulicy «угол», «угол улицы». И даже сценическое имя артиста взято из говора и означает «вошь» (литер. wesz). Ещё один познанский рэп-музыкант Paluch (Л. Палушак) часто использует в своих произведениях местное обращение tej. Также значительное число элементов познанского говора в своих песнях использует рэп-коллектив Aifam, например, wuchta wiary — литер. dużo ludzi «много людей, толпа народа», szczon — литер. chłopak «мальчик, парень» и другие.

## Изучение
Исследования польской речи в городах, включая речь жителей Познани, приобрели системный характер в межвоенный период. Особенности городской речи, не свойственной литературному языку, определялись в то время чаще всего, как «языковые ошибки». По результатам исследований межвоенного периода были опубликованы статьи А. Даниша (Odrębności słownikarskie kulturalnego języka polskiego w Wielkopolsce w stosunku do kulturalnego języka w Galicyi), К. Нича (Odrębności słownikowe Poznania, Krakowa i Warszawy), Я. Билиньского (Błędy językowe), Э. Клиха, П. Чулы и В. Чарнецкого (Przyczynki do gwary uczniowskiej w Poznaniu i Trzemesznie), А. Шиперского (Błędy językowe w Wielkopolsce, Mowa zapomniana. O archaizmach w Wielkopolsce), А. Томашевского (Błędy językowe uczniów szkół poznańskich, Mowa ludu wielkopolskiego).
Во второй половине XX века исследованиями познанского говора занималась М. Грухманова, которая опубликовала несколько работ, посвящённых этой теме, а также составила и издала «Словарь городского говора Познани» (1997), являющийся на данный момент единственной современной работой по лексикографии городского говора в польском языкознании.